# Sericulus aureus
L'uccello giardiniere mascherato, noto anche come uccello giardiniere flammeo o uccello giardiniere del principe d'Orange (Sericulus aureus (Linnaeus, 1758)) è un uccello passeriforme della famiglia Ptilonorhynchidae.

## Etimologia
Il nome scientifico della specie, aureus, deriva dal latino e significa "dorato", in riferimento alla livrea di questi uccelli.

## Descrizione

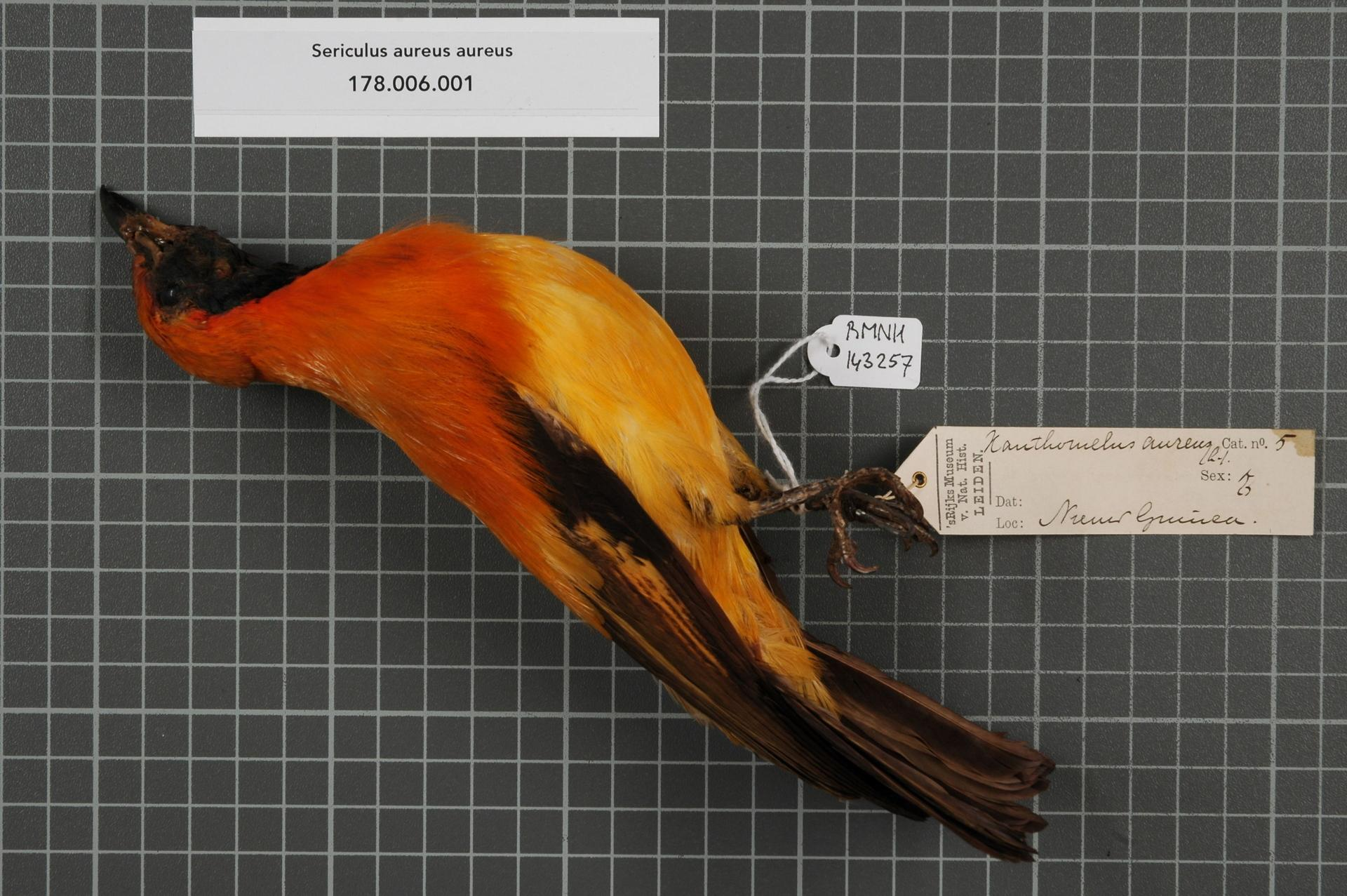
Maschio impagliato.

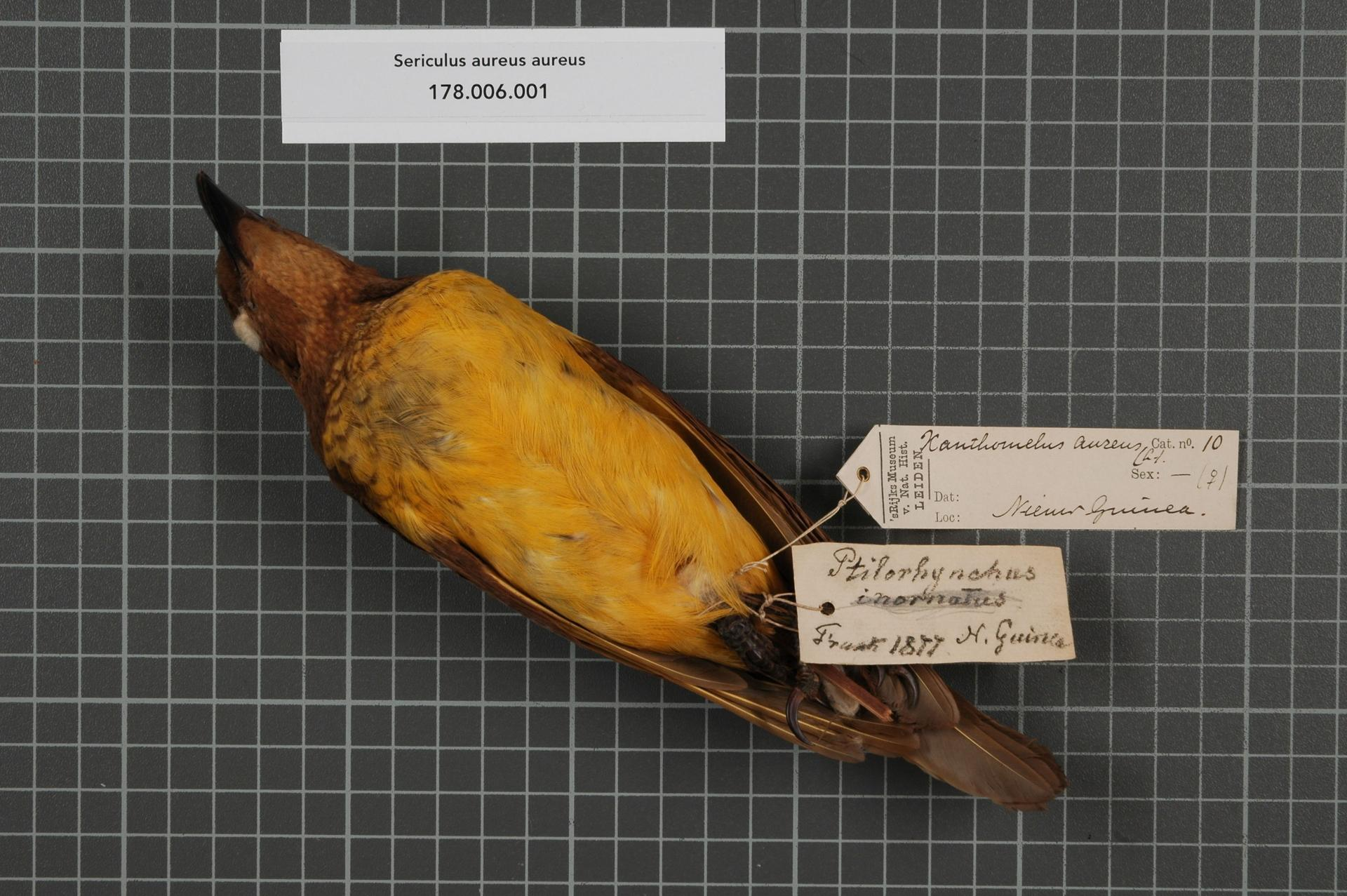
Femmina impagliata.

### Dimensioni
Misura 24,5 cm di lunghezza, per 165-180 g di peso: caso raro fra i passeriformi, a parità d'età, i maschi sono leggermente più grossi e pesanti rispetto alle femmine.

### Aspetto
Si tratta di uccelli dall'aspetto paffuto e massiccio, muniti di testa piccola e arrotondata con lungo e sottile becco conico, ali digitate, zampe lunghe e forti e coda di media lunghezza e di forma squadrata.
La specie presenta dicromatismo sessuale: le femmine, infatti, si presentano interamente di colore bruno-olivastro, più scuro su ali e coda e con presenza di diffuse sfumature gialline su gola e ventre. I maschi, invece, presentano faccia e gola di colore nero (da cui il nome comune della specie) e coda e orlo delle ali dello stesso colore, mentre il resto della testa, il collo ed il dorso sono di colore rosso-arancio e la rimanente porzione del piumaggio è di colore giallo oro, con sfumature brune sulle ali. Nei maschi è presente una corta cresta erettile frontale e le penne del dorso sono allungate e filiformi, caratteristiche del tutto assenti negli esemplari di sesso femminile.
Becco e zampe sono di colore nerastro (il primo con base di colore giallo-rosato), mentre gli occhi sono di colore bruno scuro nelle femmine e giallo oro nei maschi.

## Biologia

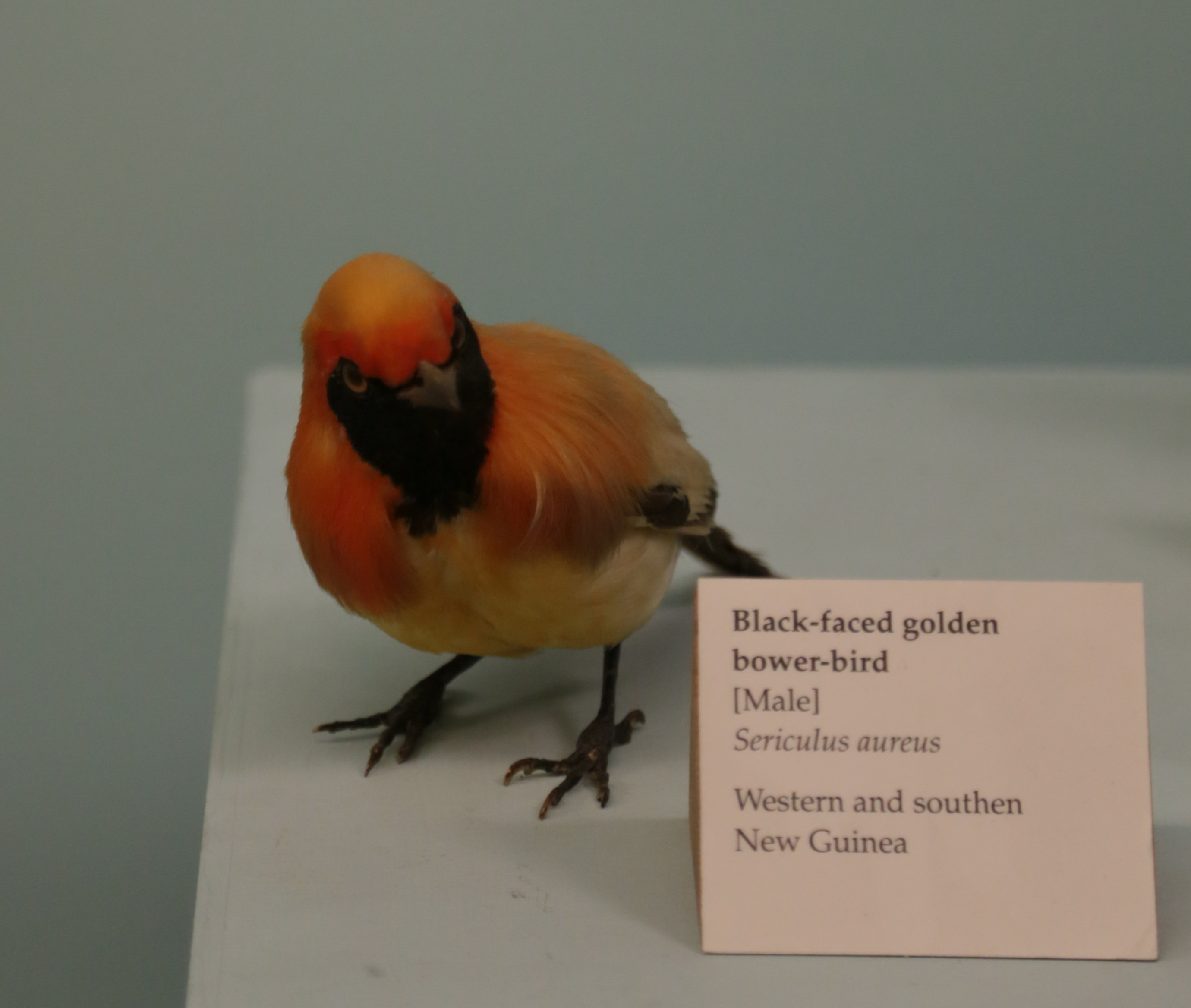
Maschio impagliato al Museo di Storia Naturale di Londra.

L'uccello giardiniere mascherato è un uccello che presenta abitudini di vita diurne, muovendosi generalmente da solo o in gruppetti (femmine e giovani mostrano maggiore tendenza ad aggregarsi, mentre i maschi sono più solitari, soprattutto durante il periodo degli amori, quando mostrano anche una certa territorialità), passando la maggior parte della giornata alla ricerca di cibo fra i rami degli alberi, pronto a rifugiarsi nel folto della vegetazione al minimo segnale di pericolo.
Si tratta di uccelli molto silenti: durante il periodo degli amori, i maschi divengono vocali per attrarre le femmine e scacciare i rivali, emettendo richiami ronzanti e corti versi sospirosi.

### Alimentazione
Si tratta di animali onnivori, la cui dieta è composta di frutta (soprattutto fichi) e piccoli invertebrati.

### Riproduzione
La stagione riproduttiva va da agosto a novembre: si tratta di uccelli poligini, coi maschi che cercano di accoppiarsi col maggior numero possibile di femmine, non partecipando in alcun modo alle attività di nidificazione ed allevamento della prole, che sono prerogativa esclusiva di queste ultime.

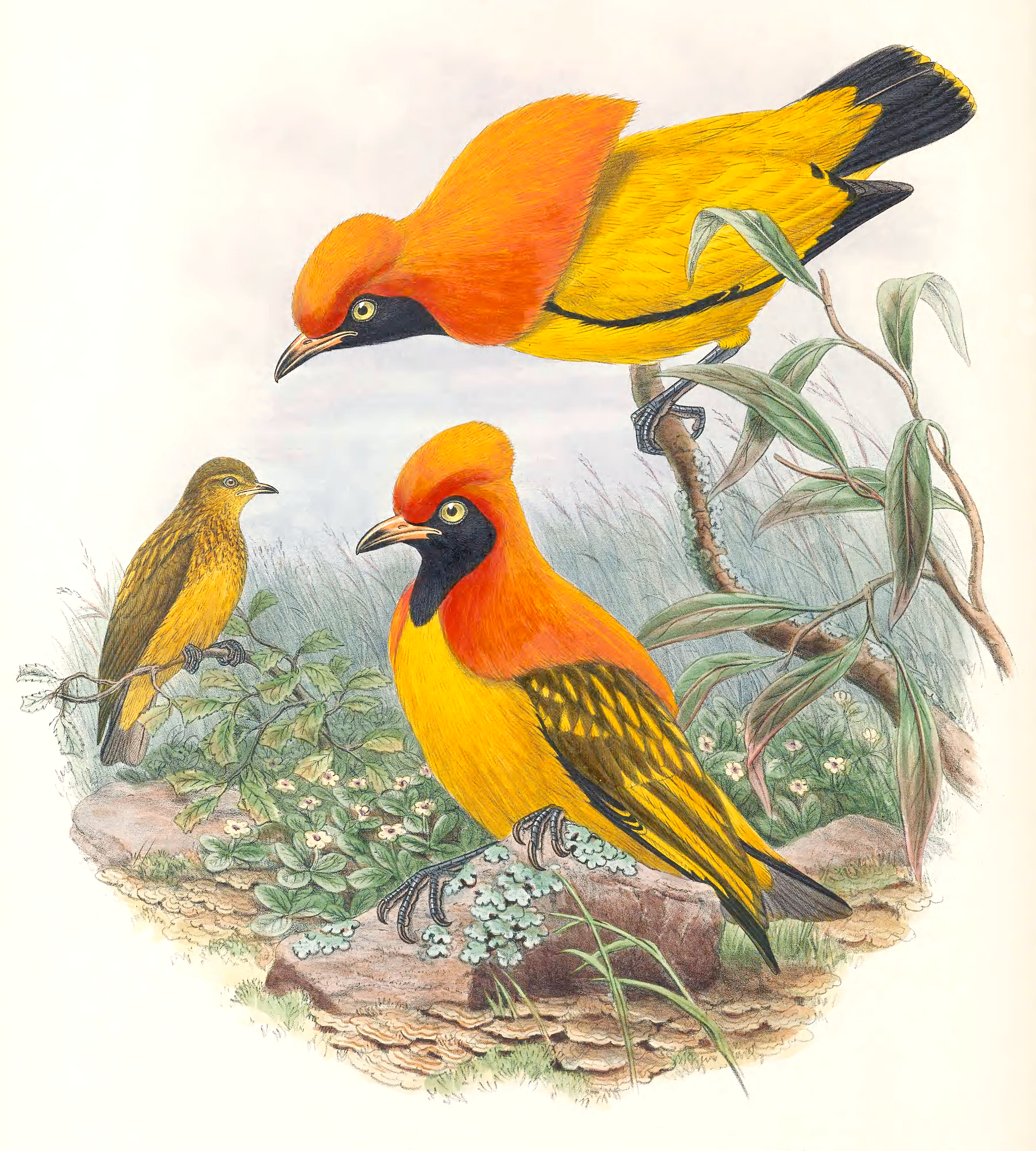
Due maschi corteggiano una femmina in un'illustrazione di Gould.

Il maschio costruisce una struttura nuziale a forma di vialetto, edificando due filari paralleli di rametti piantati verticalmente nel terreno della foresta: l'area circostante la costruzione viene accuratamente pulita da sassolini e detriti e decorata con oggetti dal colore sgargiante, come esoscheletri iridescenti di coleotteri morti, bacche, conchiglie ed ossicini. Dopo aver ultimato la costruzione, il maschio si posiziona su un posatoio nelle immediate vicinanze, vocalizzando frequentemente al fine di attirare le femmine e di tenere lontani eventuali rivali.
Il corteggiamento comincia quando una femmina si avvicina al pergolato: immediatamente il maschio scende al suolo e la segue nella sua visita alla struttura, muovendo lateralmente la coda e tenendo le ali abbassate, mentre rizza le penne della cresta frontale e della gualdrappa dorsale, annuendo con la testa. Se la femmina accetta le profferte amorose del maschio, si lascia montare all'interno della struttura, mentre in caso contrario essa si allontana, andando a visitare qualche altra struttura prima di scegliere il partner col quale accoppiarsi: in questa specie sono stati osservati comportamenti singolari, come la condivisione di un singolo pergolato da parte di più maschi, la distruzione vicendevole delle strutture nuziali o il corteggiamento di giovani maschi da parte di maschi adulti.
Dopo l'accoppiamento, i due sessi si separano: il maschio ricomincia a cantare dal proprio ramo in attesa che qualche altra femmina si avvicini, mentre la femmina comincia la costruzione del nido e porta avanti da sola la cova delle 1-2 uova e l'allevamento dei nidiacei.

## Distribuzione e habitat
L'uccello giardiniere mascherato è endemico della Nuova Guinea, della quale popola le aree pedemontane della penisola di Doberai nord-orientale e le pendici settentrionali dell'asse montuoso centrale (monti Maoke e monti Bismarck), ad est fino all'alto corso del Sepik.
L'habitat di questi uccelli è rappresentato dalla foresta pluviale di collina, pedemontana e montana dagli 850 ai 1400 m di quota, sebbene sia possibile osservarne degli esemplari anche meno in quota, fino a 500 m.